# Роберт Саттон

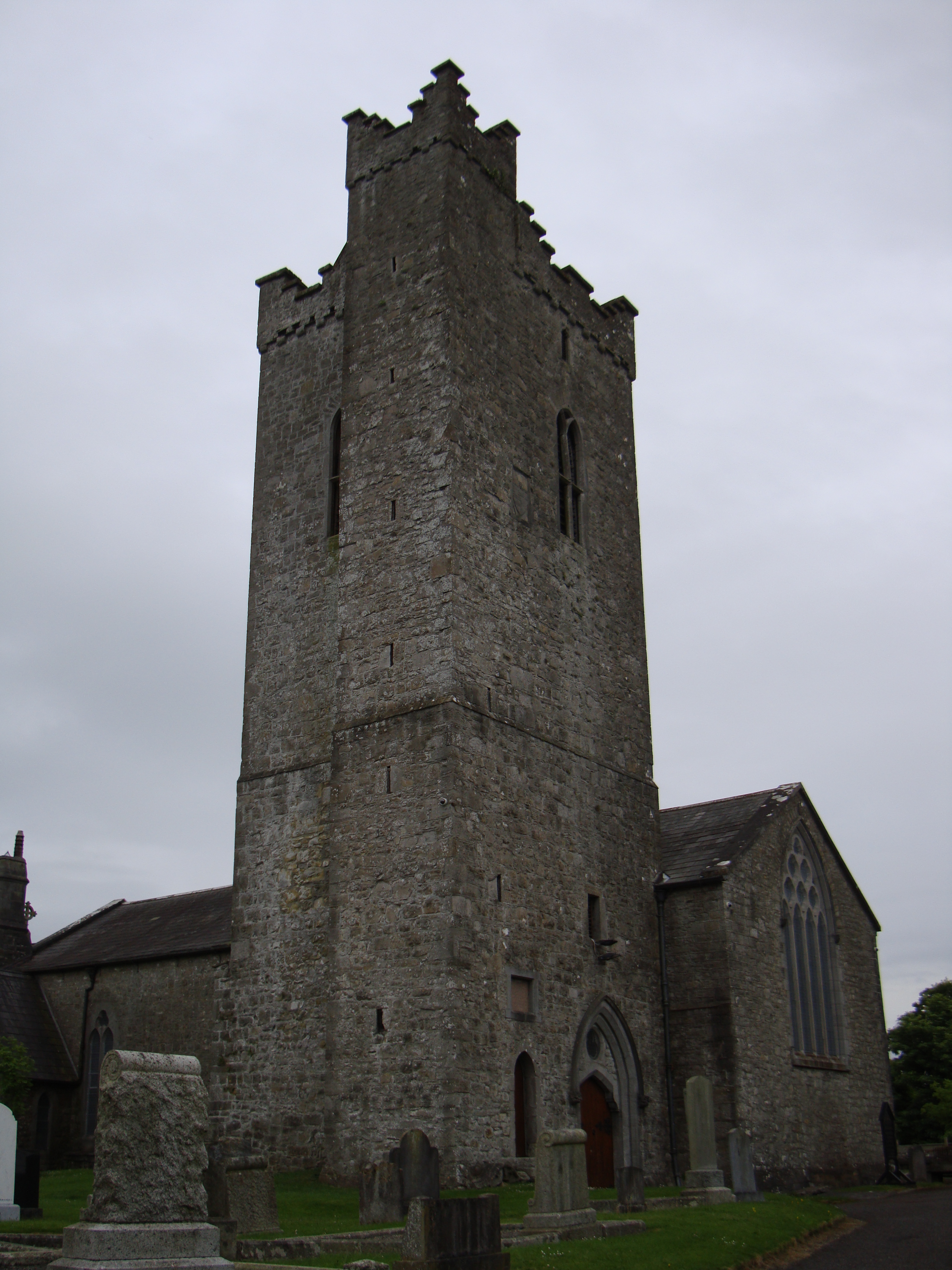
Собор Святого Патріка, Трім.

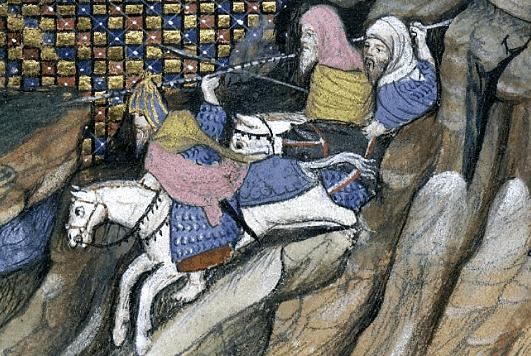
Арт Ог Мор Мак Мурхад Каванах (1357—1417) — борець за свободу Ірландії.

Роберт Саттон (англ. Robert Sutton; бл. 1340 — 1430) — ірландський суддя, юрист, політик, королівський чиновник. Протягом майже 60-річної кар'єри він служив англійській короні на різних посадах в Ірландії, зокрема заступником лорд-канцлера Ірландії, головного барона казначейства Ірландії, Майстра рукописів Ірландії та заступника скарбника Ірландії. Документ датований 1423 роком, хвалив його за «довгу і похвальну» службу Короні Англії.

## Життєпис

### Родина і початок кар'єри
Про його молодість відомо небагато: прізвище Саттон було поширене в Ірландії з ХІІІ століття, особливо на півдні Ірландії. Вважається, що Вільям Саттон, що виконував обов'язки його заступника з 1423 року і змінив його на посаді майстра рукописів (юридична посада) у 1430 році, був його племінником. У 1404 році Вільям Саттон був клерком у королівській службі, а в 1410 році став головним скрипторієм у казначейському суді (Ірландія). У 1370 році Роберт Саттон був призначений служити в церкві Святого Патрика в Трімі (тепер собор Трім); пізніше він став архідияконом абатства Келлс і пребендарієм собору Святого Патрика в Дубліні, а пізніше пребендарієм Оссорі. У 1423 році його було усунено з посади архідиякона Келлс на тій підставі, що він «незаконно затримався» на цій посаді.

### Юрист
Приблизно в 1373 році Роберт Саттон був призначений клерком Корони Англії, клерком Ханапера (відділення суду лорд-канцлера Ірландії), головним клерком лорд-канцлера Ірландії. Цю посаду він обіймав разом з Томасом де Евердоном. У розпорядженні Таємної Ради Ірландії говорилося, що вони повинні розділити річний гонорар у розмірі 20 фунтів. У 1408 році Корона надала йому додаткову допомогу (сума невідома) з прибутків Ханапера, враховуючи його «великі заслуги» на службі королю Англії. Як суддя, він багато років працював на різних посадах. У 1377 році він був призначений Магістром рукописів (юридична посада) і обіймав цю посаду через регулярні проміжки часу протягом наступних п'ятдесяти років, іноді разом з Томасом де Евердоном: остаточний ордер на його призначення був виданий у 1423 році, і, очевидно, підтвердив його на посаді довічно, з правом передачі посади його племіннику Вільяму, хоча Річард Ешвелл змінив його на посаді Магістра рукописів ще до 1427 року.

### Річард Ешвелл
Річард Ешвелл був зареєстрований як адвокат з 1409 року. Він був старшим клерком у лорд-канцлера Ірландії принаймні з 1416 року, коли йому та Роджеру Гокеншоу, судді королівської лави, було наказано підготувати письмові документи канцлера через часті відсутності лорда-канцлера, і відправляти правосуддя в тих частинах королівства, де піддані короля не могли звернутися до канцлерського суду щодо їх справ через «відстань і небезпеку шляху». Завдяки цьому досвіду судді він мав високу кваліфікацію, щоб стати Майстром рукописів. Зберігся детальний набір інструкцій Таємної Ради Ірландії Річарду Ешвеллу в 1427 році, які вимагали від нього перевірити записи судового процесу в Суді загальних позовів (Ірландія) «за часів короля Генріха IV (1399—1410)». Через багато років після слухання стверджувалося, щодо відповідача, пріора Маллінгара, було вчинено несправедливість.

### Пізні роки
Роберт Саттон також неодноразово служив заступником лорд-канцлера Ірландії та охоронцем Великої Печатки Ірландії, а в 1380 році був заступником ешеатора (юридична посада). У 1408 році йому було нараховано додатковий платіж (фактична сума незрозуміла, оскільки запис у списку патентів зараз нерозбірливий), зважаючи на його велику «працю, тягар служби, витрати» як Охоронця Великої Державної Печатки Ірландії. Того ж року він брав участь у великій комісії з розслідування всіх державних зрад, скоєних у графстві Вексфорд. У 1401 році він був призначений головним бароном ірландського казначейства, але прослужив недовго. У 1410 році, коли лорд-канцлер працював у суді присяжних на півдні Ірландії, Роберт Саттон був призначений розглядати справи в суді лорд-канцлера в Дубліні на користь тих, хто не наважувався подорожувати «через небезпеку доріг». У 1412 році він був повторно призначений замісником лорд-канцлера, оскільки лорд-канцлер був повністю зайнятий придушенням повстання в графстві Вексфорд.
Він також був політиком і був викликаний до ірландського парламенту в Кілкенні в 1390 році. Він був заступником скарбника Ірландії в 1403 році, і йому було доручено амністувати відомого ірландського ватажка Арта Ога Мора Мак Мурхада Каванаха (Арт Мак Мерро-Кавана), короля Лейнстера в 1409 році. У 1420 році він був свідком хартії, якою король Генріх V гарантував свободи громадянам Дубліна.
У 1423 році він отримав похвалу за гідну похвалу службу чотирьом англійським монархам. У 1428 році його племінник Вільям Саттон отримав дуже великий подарунок від корони — сімдесят срібних фунтів, імовірно, за службу. Роберт Саттон помер у 1430 році, коли йому мало бути 90 років або й більше.

### Вільям Саттон
Його племінник Вільям Саттон обійняв посаду магістра рукописів в 1430 році, отримавши обіцянку щодо цієї посади в 1423 році. Ймовірно, він був Вільямом Саттоном (тоді на державній службі були й інші люди з таким іменем), який отримав цю посаду від короля Англії в 1435 році. Він помер у 1437 році.